# Daniel Arn
Daniel Arn (* 4. März 1965 in Langenthal) ist ein Schweizer Unternehmer und Politiker (FDP). Er ist Mitglied des Grossen Rates des Kantons Bern und des Grossen Gemeinderates in Muri bei Bern.

## Ausbildung und Beruf
Daniel Arn ist CEO und Inhaber der Hans Christen AG. Er führt das Unternehmen mit rund 40 Mitarbeitenden, das auf die Produktion von Zahnrädern spezialisiert ist. 
2020 wurde er zum Präsidenten des Handels- und Industrievereins (HIV) des Kantons Bern gewählt. Er engagiert sich zudem als Präsident von SwissSkills, als Vizepräsident des Dachverbandes Swissmechanic, als Vorstandsmitglied des Schweizerischen Arbeitgeberverbandes sowie beim Wirtschaftsdachverband Economiesuisse.

## Politik
Daniel Arn engagiert sich namentlich für Wirtschafts- und Bildungsthemen. Bei der Nationalratswahl 2019 erzielte er das viertbeste Resultat auf der Liste der FDP Kanton Bern und war damit auf dem zweiten Ersatzplatz. Er kandidierte ebenfalls bei den Nationalratswahlen 2023, an denen er jedoch nicht gewählt wurde.

## Privates
Arn ist verheiratet und Vater von 2 Kindern.